# Ayrum
Ayrum (armenio: Այրում) es una comunidad urbana de Armenia perteneciente a la provincia de Tavush.
En 2011 tiene 2126 habitantes.
Es una de las comunidades urbanas más pequeñas y más nuevas del país. Fue fundada a principios del siglo XX como un pequeño pueblo llamado "Banavan" y se desarrolló rápidamente gracias a sus fábricas de envasado de comida. En 1960 recibió su título de comunidad urbana. Entre 1995 y 2006 estuvo considerada una comunidad rural.
Se ubica sobre la carretera M6, en el límite con Lorri y cerca de la frontera con Georgia. El río Debet pasa por la localidad.